# 케인 브라운

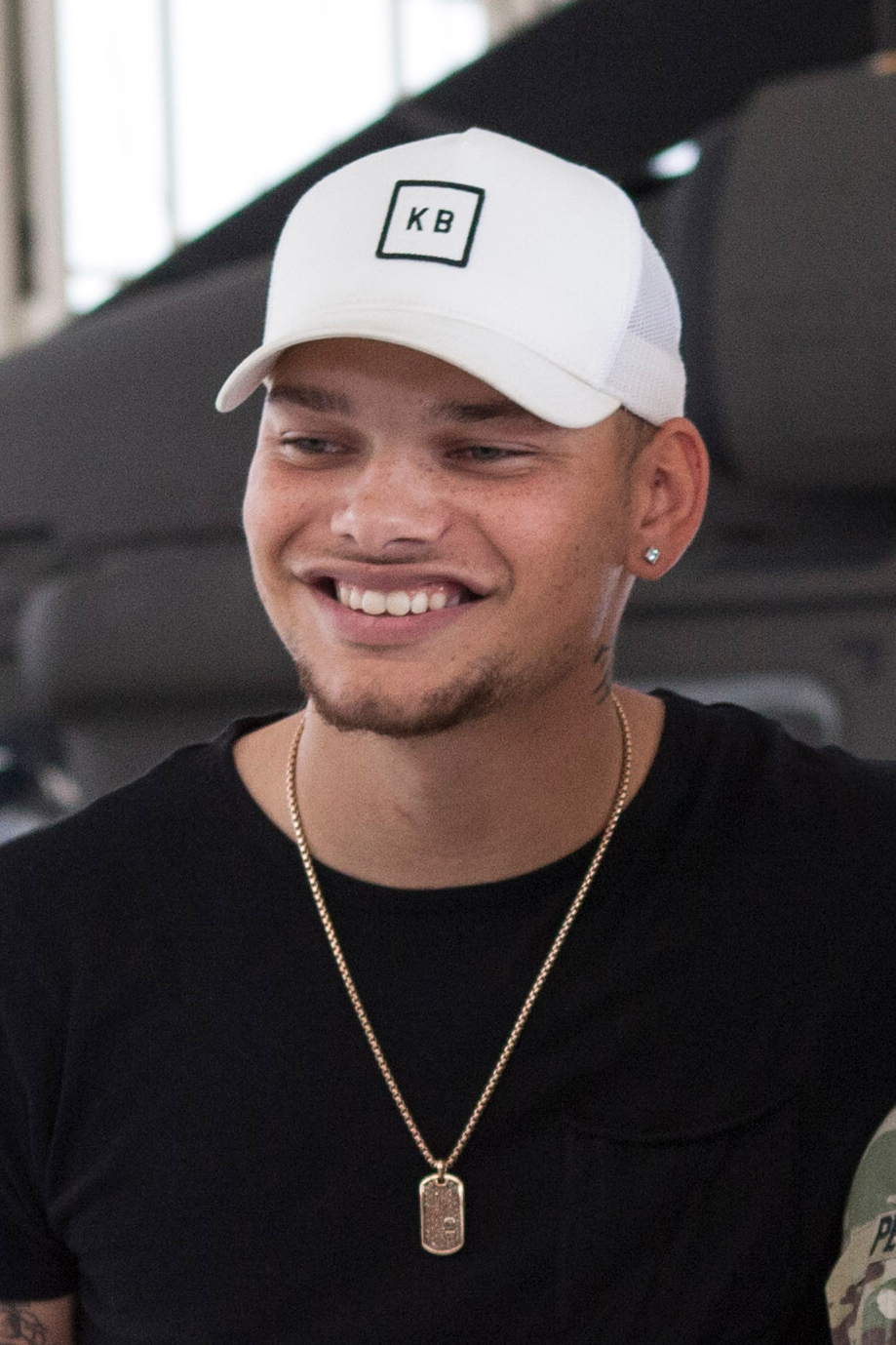
2018년 모습

케인 브라운(Kane Brown, 본명: 케인 앨런 브라운, Kane Allen Brown, 1993년 10월 21일 ~ )은 미국의 가수이다. 브라운은 소셜 미디어를 통해 대중의 주목을 받았다. 그는 2015년 6월에 첫 번째 EP인 Closer를 발표했고, 2015년 10월에 새 싱글 "Used to Love You Sober"를 발표했다. 브라운이 2016년 초에 RCA 내시빌과 계약한 후 이 노래는 2016년 3월에 발매된 그의 EP Chapter 1에 포함되었다. 2016년 12월 2일에 첫 번째 정규 앨범인 Kane Brown을 발표했다. 이 앨범에서 싱글 "What Ifs"가 나왔고 2017년 10월 브라운은 5개의 주요 빌보드 국가 차트에서 동시 1위를 차지한 아티스트가 되었다. 브라운은 2018년 11월 두 번째 앨범 Experiment를 발표했으며, 이는 빌보드 200에서 그의 첫 번째 앨범이 되었다.

## 투어
- Ain't No Stopping Us Now Tour (2016-2017)
- Live Forever Tour (2018-2019)
- The Worldwide Beautiful Tour (2020–2021)
- Blessed & Free Tour (2021–2022)
- Drunk Or Dreamin' Tour (2022-2023)

## 음반
- Kane Brown (2016)
- Experiment (2018)
- Different Man (2022)

## 출연
텔레비전 출연
- 더 보이스 시즌 19